# Émile Daniel
Pour les articles homonymes, voir Émile Daniel (marin) et Daniel.
Émile Daniel, né le 6 septembre 1927 à Trois-Fontaines (aujourd'hui Troisfontaines) (Moselle) et mort le 2 janvier 2016, à Lagardelle-sur-Lèze (Haute-Garonne), est un footballeur français évoluant au poste d'ailier droit. Il a également été entraîneur de plusieurs équipes professionnelles.

## Carrière
Émile Daniel joue principalement en faveur du FC Nancy, du FC Toulouse, du Red Star, et de l'Olympique lyonnais. Il joue également au RC Strasbourg.
Il dispute 143 matchs en Division 1, inscrivant 24 buts. Il marque 20 buts en Division 2 lors de la saison 1954-1955, ce qui constitue sa meilleure performance.
Après sa carrière de joueur, il entraîne notamment le FC Martigues, le FC Gueugnon et le FC Bourges.

## Palmarès
- Champion de France de D2 en 1953 avec le Toulouse FC